# Центральный дивизион (НХЛ)
Центральный дивизион Национальной хоккейной лиги был сформирован в 1993 году и является частью Западной конференции. Состав команд дивизиона был изменен перед сезоном 2013/2014.
Перед сезоном 2020/21 из-за пандемии коронавируса НХЛ временно изменила состав Центрального дивизион в который вошли: «Даллас Старз», «Детройт Ред Уингз», «Каролина Харрикейнз», «Коламбус Блю Джекетс», «Нэшвилл Предаторз», «Тампа-Бэй Лайтнинг», «Флорида Пантерз», «Чикаго Блэкхокс».

## Состав дивизиона

### 1993—1996
- «Виннипег Джетс
- «Даллас Старз
- «Детройт Ред Уингз
- «Сент-Луис Блюз
- «Торонто Мейпл Лифс
- Чикаго Блэкхокс

#### Изменения
- Миннесота Норт Старз переехала из Блумингтона в Даллас, штат Техас и сменила название на Даллас Старз;
- Даллас Старз, Детройт Ред Уингз, Сент-Луис Блюз, Торонто Мейпл Лифс и Чикаго Блэкхокс переведены из упразднённого Дивизиона Норриса;
- Виннипег Джетс переведён из упразднённого Дивизиона Смайта.

### 1996—1998
- Даллас Старз
- Детройт Ред Уингз
- Сент-Луис Блюз
- Торонто Мейпл Лифс
- Финикс Койотис
- Чикаго Блэкхокс

#### Изменения
- Виннипег Джетс переехали в Финикс, штат Аризона и сменили название на Финикс Койотис.

### 1998—2000
- Детройт Ред Уингз
- Нэшвилл Предаторз
- Сент-Луис Блюз
- Чикаго Блэкхокс

#### Изменения
- Даллас Старз и Финикс Койотис были переведены в Тихоокеанский дивизион;
- Торонто Мейпл Лифс был переведён в Северо-Восточный дивизион;
- в дивизион добавлена команда Нэшвилл Предаторз, образованная в результате расширения.

### 2000—2013
- Детройт Ред Уингз
- Коламбус Блю Джекетс
- Нэшвилл Предаторз
- Сент-Луис Блюз
- Чикаго Блэкхокс

#### Изменения
- в дивизион добавлена команда Коламбус Блю Джекетс, образованная в результате расширения.

### 2013—2020
- Виннипег Джетс
- Даллас Старз
- Колорадо Эвеланш
- Миннесота Уайлд
- Нэшвилл Предаторз
- Сент-Луис Блюз
- Чикаго Блэкхокс

#### Изменения
- Детройт Ред Уингз переведён в Атлантический дивизион;
- Коламбус Блю Джекетс переведён во вновь образованный Столичный дивизион;
- Колорадо Эвеланш и Миннесота Уайлд переведены из упразднённого Северо-Восточного дивизиона;
- Даллас Старз переведён из Тихоокеанского дивизиона;
- Виннипег Джетс переведён из упразднённого Юго-Восточного дивизиона.

### 2020—2021
- Даллас Старз
- Детройт Ред Уингз
- Каролина Харрикейнз
- Коламбус Блю Джекетс
- Нэшвилл Предаторз
- Тампа-Бэй Лайтнинг
- Флорида Пантерз
- Чикаго Блэкхокс

#### Изменения в связи с ограничениями COVID-19
- Детройт Ред Уингз переведён из Атлантического дивизиона;
- Каролина Харрикейнз переведён из Столичного дивизиона
- Коламбус Блю Джекетс переведён из Столичного дивизиона;
- Тампа-Бэй Лайтнинг переведён из Атлантического дивизиона;
- Флорида Пантерз переведена из Атлантического дивизиона;
- Виннипег Джетс переведён в Северный дивизион;
- Колорадо Эвеланш переведён в Западный дивизион;
- Миннесота Уайлд переведена в Западный дивизион;
- Сент-Луис Блюз переведён в Западный дивизион.

### 2021—2024
- Аризона Койотис
- Виннипег Джетс
- Даллас Старз
- Колорадо Эвеланш
- Миннесота Уайлд
- Нэшвилл Предаторз
- Сент-Луис Блюз
- Чикаго Блэкхокс

#### Изменения
- Был возвращён прежний формат дивизионов.
- Аризона Койотис была переведена из Тихоокеанского дивизиона.

### с 2024
- Виннипег Джетс
- Даллас Старз
- Колорадо Эвеланш
- Миннесота Уайлд
- Нэшвилл Предаторз
- Сент-Луис Блюз
- Чикаго Блэкхокс
- Юта Маммот

#### Изменения
- Аризона Койотис была временно упразднена, игроки, тренеры и прочий персонал был перемещены в новообразованную Юту.

## Победители дивизиона
- 1994 — Детройт Ред Уингз
- 1995 — Детройт Ред Уингз
- 1996 — Детройт Ред Уингз
- 1997 — Даллас Старз
- 1998 — Даллас Старз
- 1999 — Детройт Ред Уингз
- 2000 — Сент-Луис Блюз
- 2001 — Детройт Ред Уингз
- 2002 — Детройт Ред Уингз
- 2003 — Детройт Ред Уингз
- 2004 — Детройт Ред Уингз
- 2005 — сезон не проводился
- 2006 — Детройт Ред Уингз
- 2007 — Детройт Ред Уингз
- 2008 — Детройт Ред Уингз
- 2009 — Детройт Ред Уингз
- 2010 — Чикаго Блэкхокс
- 2011 — Детройт Ред Уингз
- 2012 — Сент-Луис Блюз
- 2013 — Чикаго Блэкхокс
- 2014 — Колорадо Эвеланш
- 2015 — Сент-Луис Блюз
- 2016 — Даллас Старз
- 2017 — Чикаго Блэкхокс
- 2018 — Нэшвилл Предаторз
- 2019 — Нэшвилл Предаторз
- 2020 — Сент-Луис Блюз
- 2021 — Каролина Харрикейнз
- 2022 — Колорадо Эвеланш
- 2023 — Колорадо Эвеланш
- 2024 — Даллас Старз

## Общая статистика по командам
| Команда              | Победы в дивизионе | Последний год |
| -------------------- | ------------------ | ------------- |
| Детройт Ред Уингз    | 13                 | 2011          |
| Сент-Луис Блюз       | 4                  | 2020          |
| Даллас Старз         | 4                  | 2024          |
| Чикаго Блэкхокс      | 3                  | 2017          |
| Колорадо Эвеланш     | 3                  | 2023          |
| Нэшвилл Предаторз    | 2                  | 2019          |
| Каролина Харрикейнз  | 1                  | 2021          |
| Миннесота Уайлд      | 0                  | –             |
| Виннипег Джетс       | 0                  | –             |
| Аризона Койотис      | 0                  | –             |
| Коламбус Блю Джекетс | 0                  | –             |
| Торонто Мейпл Лифс   | 0                  | –             |
| Виннипег Джетс       | 0                  | –             |
| Тампа-Бэй Лайтнинг   | 0                  | –             |
| Флорида Пантерз      | 0                  | –             |

Выделенные команды на данный момент входят в Центральный дивизион

## Обладатели Кубка Стэнли
- 1997 — Детройт Ред Уингз
- 1998 — Детройт Ред Уингз
- 2002 — Детройт Ред Уингз
- 2008 — Детройт Ред Уингз
- 2010 — Чикаго Блэкхокс
- 2013 — Чикаго Блэкхокс
- 2015 — Чикаго Блэкхокс
- 2019 — Сент-Луис Блюз
- 2021 — Тампа-Бэй Лайтнинг
- 2022 — Колорадо Эвеланш